# Xã Wayne, Quận Clinton, Pennsylvania
Xã Wayne (tiếng Anh: Wayne Township) là một xã thuộc quận Clinton, tiểu bang Pennsylvania, Hoa Kỳ. Năm 2010, dân số của xã này là 1.666 người.